# U nas na Pekinie
U nas na Pekinie – polski serial dokumentalny zrealizowany przez Ewę Borzęcką w 2004 roku.
Serial opowiada o mieszkańcach warszawskiej kamienicy Wolfa Krongolda przy ul. Złotej 83, zwanej popularnie Pekinem. Z powodu wykupienia budynku przez inwestora, muszą oni wyprowadzić się ze swoich mieszkań. Bohaterowie opowiadają historie swojego życia oraz snują plany o tym, co będą robić po wysiedleniu z budynku.

## Lista odcinków
1. Mieszkańcy
2. Klucz
3. To było tak
4. Kobiety były
5. Pakowanie
6. Wyprowadzka
7. Bo uboga była
8. Ostatni